# James Stephenson
James Stephenson (14 de abril de 1889 – 29 de julio de 1941) fue un actor teatral y cinematográfico británico. 

## Biografía
Nacido en Selby , Inglaterra, era hijo de John G. Stephenson, un farmacéutico, y Emma Stephenson. Criado en West Riding of Yorkshire y en Burnley, Lancashire, junto a sus hermanos Alan y Norman, en un principio trabajó como empleado de banca y, más adelante, como comerciante. En los años 1930 emigró a los Estados Unidos, consiguiendo la ciudadanía de ese país en 1938.
Su debut en el cine tuvo lugar a los 48 años de edad en 1937, año en el que rodó cuatro películas. Warner Brothers le contrató en 1938, y empezó a encarnar a personajes malvados pero corteses, así como a caballeros deshonrados y a militares, como fue el caso de su trabajo en Beau Geste (1939), con Gary Cooper y Ray Milland. También en 1939, actuó acompañando a Bette Davis en el melodrama The Old Maid (1939), y fue Sir Thomas Egerton en The Private Lives of Elizabeth and Essex (1939), interpretado por Errol Flynn. El género de aventuras lo vio entre los protagonistas, al año siguiente, de otro gran éxito, The Sea Hawk (1940), igualmente junto a Flynn.
La gran oportunidad de Stephenson llegó cuando el director William Wyler le eligió, contra la opinión del estudio, para actuar en La carta (1940), junto a Bette Davis. Por su trabajo fue nominado al Oscar al mejor actor de reparto. Al final de ese año hizo el papel del título en Calling Philo Vance, y en 1941 fue actor principal en Shining Victory, interpretando al Dr. Paul Venner. 
Justo cuando la carrera de Stephenson iba en ascenso, el actor falleció en Pacific Palisades, California, a causa de un infarto agudo de miocardio. Tenía 52 años de edad. 
Fue enterrado en el Cementerio Forest Lawn Memorial Park de Glendale, California.

## Filmografía
- The Perfect Crime, de Ralph Ince (1937)
- The Man Who Made Diamonds, de Ralph Ince (1937)
- You Live and Learn, de Arthur B. Woods (1937)
- Take It from Me, de William Beaudine (1937)
- The Dark Stairway, de Arthur B. Woods (1938)
- White Banners, de Edmund Goulding (1938)
- Mr. Satan, de Arthur B. Woods (1938)
- It's in the Blood, de Gene Gerrard (1938)
- When Were You Born, de William C. McGann (1938)
- Cowboy from Brooklyn, de Lloyd Bacon (1938)
- Boy Meets Girl, de Lloyd Bacon (1938)
- Nancy Drew Detective, de William Clemens (1938)
- Heart of the North, de Lewis Seiler (1938)
- King of the Underworld, de Lewis Seiler (1939)
- Devil's Island, de William Clemens (1939)
- Torchy Blaine in Chinatown, de William Beaudine (1939)
- Secret Service of the Air, de Noel M. Smith (1939)
- The Adventures of Jane Arden, de Terry O. Morse (1939)
- On Trial, de Terry O. Morse (1939)
- Wanted by Scotland Yard, de Norman Lee (1939)
- Confessions of a Nazy Spy, de Anatole Litvak (1939)
- Sons of Liberty, de Michael Curtiz (1939)
- Beau Geste, de William A. Wellman (1939)
- La solterona (The Old Maid), de Edmund Goulding (1939)
- Espionage Agent, de Lloyd Bacon (1939)
- La vida privada de Elizabeth y Essex / Mi reino por un amor The Private Lives of Elizabeth and Essex, de Michael Curtiz (1939)
- The Monroe Doctrine, de Crane Wilbur (1939)
- We Are Not Alone, de Edmund Goulding (1939)
- Wolf of New York, de William C. McGann (1940)
- Calling Philo Vance, de William Clemens (1940)
- Murder in the Air, de Lewis Seiler (1940)
- El halcón del mar (The Sea Hawk), de Michael Curtiz (1940)
- River's End, de Ray Enright (1940)
- A Dispatch from Reuter's, de William Dieterle (1940)
- South of Suez, de Lewis Seiler (1940)
- La carta, de William Wyler (1940)
- Flight from Destiny, de Vincent Sherman (1941)
- Shining Victory, de Irving Rapper (1941)
- International Squadron, de Lothar Mendes y Lewis Seiler (1941)

## Premios y distinciones
Premios Óscar
| Año  | Categoría              | Película | Resultado |
| ---- | ---------------------- | -------- | --------- |
| 1941 | Mejor actor de reparto | La carta | Nominado  |